# POP SOS
『POP SOS』（ポップエスオーエス）は、meiyoのメジャー1作目、通算2作目のスタジオ・アルバム。2023年12月6日にVirgin Musicから発売された。

## 概要
前作『間一発』から約1年7か月、フルアルバムとしては『羊の皮をかぶった山羊』から約5年ぶりのリリースとなり、meiyoがCD作品をリリースするのはメジャーデビュー後初となる。
メジャーデビュー以降にリリースされた『なにやってもうまくいかない』、『クエスチョン』、『 未完成レゾナンス』、『 ココロ、オドルほうで。』や、インディーズ時代の楽曲の他の、asmi『PAKU』、るぅと『ねぇよな』、ハマいく『ビートDEトーヒ』、和田アキ子『KANPAI FUNK』などの自身が提供した楽曲のセルフカバーも収録される。
一方、メジャーデビュー以降にリリースされたシングル曲の内、『チャイニーズブルー』『彼此のコレカラ』『夢の続きを』は未収録となっている。

## 収録内容
| #         | タイトル                                    | 作詞      | 作曲      | 編曲              | 時間  |
| --------- | ------------------------------------------- | --------- | --------- | ----------------- | ----- |
| 1.        | 「KonichiwaTempraSushiNatto」(POP SOS Ver.) | meiyo     | meiyo     | 100回嘔吐         | 2:34  |
| 2.        | 「なにやってもうまくいかない」              | meiyo     | meiyo     | meiyo             | 2:26  |
| 3.        | 「クエスチョン」                            | meiyo     | meiyo     | meiyo             | 2:46  |
| 4.        | 「PAKU」                                    | meiyo     | meiyo     | meiyo             | 2:21  |
| 5.        | 「ねぇよな」                                | meiyo     | meiyo     | TeddyLoid         | 2:38  |
| 6.        | 「未完成レゾナンス」                        | meiyo     | meiyo     | meiyo、小名川高弘 | 2:54  |
| 7.        | 「ビートDEトーヒ」                          | meiyo     | meiyo     | meiyo             | 2:20  |
| 8.        | 「ココロ、オドルほうで。」                  | 篠原誠    | 飛内将大  | 飛内将大          | 3:10  |
| 9.        | 「KANPAI FUNK feat. フレデリック」          | meiyo     | meiyo     | フレデリック      | 3:34  |
| 10.       | 「Cat Scat」                                | meiyo     | meiyo     | meiyo             | 3:11  |
| 11.       | 「っすか？」                                | meiyo     | meiyo     | meiyo             | 2:13  |
| 12.       | 「希望の唄」                                | meiyo     | meiyo     | meiyo             | 2:54  |
| 13.       | 「魔法の呪文」(POP SOS Ver.)                | meiyo     | meiyo     | 兼松衆            | 4:32  |
| 14.       | 「いつまであるか」(POP SOS Ver.)            | meiyo     | meiyo     | meiyo             | 3:29  |
| 合計時間: | 合計時間:                                   | 合計時間: | 合計時間: | 合計時間:         | 41:02 |

| #   | タイトル                                                          | 作詞 | 作曲・編曲 |
| --- | ----------------------------------------------------------------- | ---- | ---------- |
| 1.  | 「POP SOS REC DOC 〜POP SOSができるまで〜」                       |      |            |
| 2.  | 「ゆったりと」(POP SOS SPECIAL STUDIO LIVE)                       |      |            |
| 3.  | 「PAKU」(POP SOS SPECIAL STUDIO LIVE)                             |      |            |
| 4.  | 「なにやってもうまくいかない」(POP SOS SPECIAL STUDIO LIVE)       |      |            |
| 5.  | 「希望の唄」(POP SOS SPECIAL STUDIO LIVE)                         |      |            |
| 6.  | 「ビートDEトーヒ」(POP SOS SPECIAL STUDIO LIVE)                   |      |            |
| 7.  | 「なにやってもうまくいかない」(MUSIC VIDEO COLLECTION)            |      |            |
| 8.  | 「クエスチョン」(MUSIC VIDEO COLLECTION)                          |      |            |
| 9.  | 「なにやってもうまくいかない feat. asmi」(MUSIC VIDEO COLLECTION) |      |            |
| 10. | 「チャイニーズブルー」(MUSIC VIDEO COLLECTION)                    |      |            |
| 11. | 「あとがき」(MUSIC VIDEO COLLECTION)                              |      |            |
| 12. | 「彼此のコレカラ」(MUSIC VIDEO COLLECTION)                        |      |            |
| 13. | 「ねぇよな」(MUSIC VIDEO COLLECTION)                              |      |            |
| 14. | 「未完成レゾナンス」(MUSIC VIDEO COLLECTION)                      |      |            |
| 15. | 「夢の続きを」(MUSIC VIDEO COLLECTION)                            |      |            |

## 楽曲解説
1. KonichiwaTempraSushiNatto (POP SOS Ver.)
2020年4月22日にインディーズでリリースしたシングル曲。
2. なにやってもうまくいかない
2021年9月26日にリリースしたメジャーデビューシングル曲。サカナクションの草刈愛美がベースを演奏している[7]。
3. クエスチョン
2021年12月12日にリリースしたメジャー2ndシングル曲。
4. PAKU
asmiに提供した曲のセルフカバー。
5. ねぇよな
るぅとに提供した曲のセルフカバー。2022年9月26日にメジャー5thシングルとしてリリースされた。
6. 未完成レゾナンス
2022年12月9日にリリースしたメジャー6thシングル。
7. ビートDEトーヒ
ハマいく（かまいたち濱家隆一&生田絵梨花）に提供した曲のセルフカバー。
8. ココロ、オドルほうで。
2023年1月1日にリリースしたメジャー7thシングル。au三太郎シリーズ「ココロ、オドルほうで。」編CMソングで[8]、本作で唯一meiyoが作詞作曲をしていない曲。
9. KANPAI FUNK feat. フレデリック
和田アキ子に提供した曲のセルフカバー。フレデリックがアレンジと演奏に参加。2023年11月24日に先行配信され[9]、同日フレデリックとのコラボレーションミュージックビデオが公開された[10]。
10. Cat Scat
新曲。フジファブリックの加藤慎一がベース、アナログフィッシュの斉藤州一郎がドラムを演奏している[11]。
11. っすか？
新曲[12]。2023年7月21日にYouTubeShortsでデモ音源が一部公開された[13]。
12. 希望の唄
新曲。2023年7月18日にYouTubeShortsでデモ音源が一部公開された[14]。フジファブリックの加藤慎一がベース、アナログフィッシュの斉藤州一郎がドラムを演奏している。
13. 魔法の呪文 (POP SOS Ver.)
インディーズでリリースした前作のフルアルバム『羊の皮をかぶった山羊』の収録曲[15]。
14. いつまであるか (POP SOS Ver.)
2019年7月22日にリリースされたインディーズシングル『madeal』収録曲。

## 店舗特典
店舗特典としてタワーレコードでは、バケモノバケツ委員会に楽曲提供した『放課後☆オールマイティ!』のセルフカバー、UNIVERSAL MUSIC STOREでは、天月-あまつき-に楽曲提供した『海月』のセルフカバー、HMVでは、未発売楽曲『バイトル！』が収録された特典CDがそれぞれ付属する。